# 约翰·菲尔普斯
约翰·沃尔科特·菲尔普斯 （英语： John Wolcott Phelps，1813年11月13日-1885年2月2日）曾是美国南北战争期间联邦军的一名将军、作家、激进的废奴主义者和总统候选人。

## 士兵和废奴主义者
菲尔普斯出生于佛蒙特州的吉尔福德，是约翰法官和露西（洛威尔）菲尔普斯的儿子。他于1832年7月1日被派往美国军事学院学习，并于1836年7月1日毕业，具有第二中尉的士官级别，并被分配到美国第4炮兵。1836年7月28日，他被提升为第二中尉。1838年，他参加了克里克和塞米诺尔战争，并于同年参加了Trail of Tears。
他于1838年7月7日晋升为中尉，1850年3月31日晋升为上尉。在此期间，他曾在佛罗里达的塞米诺尔战争、墨西哥-美国战争中服役，1857–1859年参加摩门教远征。在他的日记中，他极度不屑地写了关于摩门教的信仰。“在美国以外的其他地方，这种平淡而脆弱的发明会被确立为一种既定的信念。除了最强大的自由机构之外，还会从哪条道路上出现这种专制主义？”在1857年12月的一封信中，他将摩门教教义比作“在沙漠中盘绕的蛇，得出的结论是，它应像蛇一样立即被击打”。他坚决主张使用军事手段镇压对美国共和主义构成威胁的摩门教徒。
1859年11月2日，他从军队辞职。内战开始时，他居住在佛蒙特州的布拉特尔伯勒（Brattleboro），在那里他撰写了有力的文章，指出了奴隶制国家不断增加的政治影响的危险。

## 内战
1861年5月2日，菲尔普斯被任命为第一届佛蒙特步兵上校，并于5月8日被召集到美国服役。他的军团于5月13日抵达弗吉尼亚的门罗堡。5月27日，菲尔普斯（Phelps）指挥佛蒙特州第1步兵，马萨诸塞州第4步兵和纽约第7步兵，向位于詹姆斯河河口的纽波特纽斯（Newport News）移动了10英里。
1861年5月27日，他被提升为准将。1861年11月，他在本杰明·巴特勒少将的领导下被转移到海湾省，然后菲尔普斯出发前往墨西哥湾，他的军团占领了密西西比州的希普岛。他的军团在1862年4月支持戴维·法拉格特准将的舰队强行打开密西西比河下游地区。他们参加了在杰克逊堡和圣菲利普战役中占领了杰克逊堡和圣菲利普、路易斯安那的战役，这有助于1862年5月1日攻占同盟最大城市新奥尔良。

## 黑人部队组织
菲尔普斯将军后来驻扎在卡洛尔顿的巴拉贝特营地，距新奥尔良七英里。许多逃亡的奴隶到达营地寻求庇护。菲尔普斯将军将符合参军的黑人组织起来。然后，他正式要求其指挥官巴特勒将军为黑人提供武器。菲尔普斯将军认为他可以组织三个非洲人团来保卫他的营地。巴特勒将军命令菲尔普斯将黑人安置在营地周围，砍伐树木，并命令他的军需官为逃犯提供斧头和帐篷，而不是提供枪支。菲尔普斯将军不愿雇用非洲人为单纯的工人——成为他认为自己的奴隶司机，“那样没有资格”。菲尔普斯将军于1862年8月21日提出辞职，但巴特勒将军拒绝接受。那年八月下旬，菲尔普斯将军将其职权还给了亚伯拉罕·林肯总统。
曾经协助法拉格特将军俘虏新奥尔良的戴维·迪克森·波特（David Dixon Porter）将菲尔普斯将军称为“疯子”，巴特勒则称他“对'尼格尔问题'发疯了”。
林肯于1863年1月1日发布《解放宣言》后，联邦政府采取了组织美国有色人种部队的政策。总统为菲尔普斯将军提供了少将委员会。菲尔普斯将军希望委员会追溯到上一年辞职之日。总统不允许默示违反巴特勒将军的原始命令，并且不同意菲尔普斯将军的条件。
在新奥尔良，菲尔普斯组织了几支黑人小队，并每天进行演练。巴特勒不知道如何处理这么多黑人，起初将失控的奴隶还给了主人。但是仍然出现很多问题。其中一些黑人被雇用为厨师，护士，女洗手和劳动者。[最后]巴特勒下令，把所有失业的黑人和白人赶出部队。

联邦总统杰斐逊·戴维斯（Jefferson Davis）于1862年8月21日发布命令，宣布菲尔普斯（Phelps）组织并企图武装逃脱的奴隶为非法组织，因为他“组织并武装了黑人奴隶，代替自己的主人（联邦公民）进行服役。” 联邦政府谴责黑人联邦士兵为强盗和罪犯，应处以死刑。许多人在参战之前受到其军官的警告，如果被俘将被处决。

## 总统候选人
离开军队后，菲尔普斯（Phelps）返回佛蒙特州的布拉特尔伯勒（Brattleboro）。1865年至1885年，他成为佛蒙特州教师协会主席。他住在布拉特尔伯勒（Brattleboro），直到1883年与安娜·巴德威尔·戴维斯（Anna Bardwell Davis）结婚。他们搬回了他的出生地，佛蒙特州吉尔福德。他穿越欧洲和美国，发展为学者和语言学家。他编写了《菲尔普斯公立学校良好行为规范》（1876年），并从法语三本书译出：露西恩·德拉霍德的《叛乱的摇篮：法国秘密社会的历史》，有历史感的《马达加斯加岛：素描》（1885年）和弗洛里安寓言（1888）。他在佛蒙特州历史学会非常活跃。
菲尔普斯（Phelps）是1880年反共济会主席的候选人。 他的竞选伙伴是堪萨斯州的 Samuel C. Pomeroy，四年后的1884年他将寻求白宫作为美国禁止民族党的总统候选人。在1880年的竞选中，菲尔普斯（Phelps）/波摩罗（Pomeroy）的门票在全国范围内仅获得1,045票。他们在一个11点平台上运行，呼吁诸如禁止酒精饮料，禁止所有秘密住所，为印第安人伸张正义之类的事情，要求圣经成为所有教育机构的必修课本。并取消选举团。
从1863年到1885年，他担任佛蒙特州历史学会副主席，并报道了在布拉特尔伯勒和里士满发现猛犸象遗骸的报道。
1885年2月2日，菲尔普斯在吉尔福德去世。